# ピザウィリー
ピザウィリー（Pizza Willy）は、日本の宅配ピザチェーン。

## 概要
1987年（昭和62年）、創業者の橋口政治により葛飾区新小岩に「ピザ・ウイリー」1号店がオープン。パン屋のノウハウを生かしたメニューがヒットし全国展開。
地図サイト等では「ピザ・ウィリー」「ピザウイリー」「ピザ・ウイリー」と記載される場合もある。
看板は黄色と赤色調。店舗名のロゴの上に、コック帽と蝶ネクタイを付けており、右手でピザを運んでいるタイヤのキャラクターが描かれているのが特徴。
かつては「株式会社ウイリー」としてピザウィリーの他に「小饅寿本舗」や「やまと屋」といった外食産業を展開していた。

## 店舗
1998年頃は88店舗（直営8店舗・FC80店舗）まで展開していたが、2025年5月現在では6店舗のみと大幅に減少している。
関東地方
旭店（千葉県旭市）、氏家店（栃木県さくら市）、高萩店（茨城県高萩市）
北陸地方
金沢西店（石川県金沢市）、河北津幡店（石川県河北郡津幡町）、高岡店（富山県高岡市・クレープ店との併業）